# Варенівське сільське поселення
Варенівське сільське поселення — муніципальне утворення у Неклинівському районі Ростовської області.
Адміністративний центр поселення — село Варенівка.
Населення — 4977 осіб (2010 рік).
Вареновське сільське поселення розташоване на північний схід від Таганрогу над Азовським морем (Безсергенівка) й над річкою Самбек (Варенівка).

## Адміністративний устрій
До складу Варенівського сільського поселення входять:
- село Варенівка — 3148 осіб (2010 рік);
- село Безсергенівка — 1829 осіб (2010 рік).